# ライヴ・ウッド
ライヴ・ウッド（Live Wood）は、ポール・ウェラーが1994年に発表したライヴ・アルバム。ソロ名義では初のライヴ盤。

## 解説
ロンドン公演（1993年12月）、ウルヴァーハンプトン公演（1994年3月）、アムステルダム公演（1994年4月）、ブリュッセル公演（1994年4月）でのライヴ音源を使用。収録曲は、ソロ転向後のオリジナル曲と他アーティストのカヴァーから成り、ザ・ジャムやスタイル・カウンシルの楽曲は含まれていない。「マジック・バス」はザ・フーの、「ドミノーズ」はドナルド・バードの、「ウォー」はエドウィン・スターのカヴァー。
ポニーキャニオンから発売された日本盤初回CD（PCCY-00601）は、「オール・ザ・ピクチャーズ・オン・ザ・ウォール」が収録されておらず、独自のボーナス・トラック2曲が収録された。ユニバーサルミュージックからの再発CDはイギリス盤に準じている。

## 収録曲
特記なき楽曲はポール・ウェラー作。
1. ブル・ラッシュ〜マジック・バス - "Bull Rush/Magic Bus" (Paul Weller / Pete Townsend) - 5:39
2. ディス・イズ・ノー・タイム - "This Is No Time" (P. Weller, Nelson) - 6:04
3. オール・ザ・ピクチャーズ・オン・ザ・ウォール - "All the Pictures on the Wall" - 3:59
4. リメンバー・ハウ・ウィ・スターテッド〜ドミノーズ - "Remember How We Started/Dominoes" (P. Weller / Sigidi, Mbaji, H. Clayton) - 3:57
5. アバヴ・ザ・クラウズ - "Above the Clouds" - 3:55
6. ワイルド・ウッド - "Wild Wood" - 3:39
7. シャドウ・オブ・ザ・サン - "Shadow of the Sun" - 10:22
8. （キャン・ユー・ヒール・アス）ホーリー・マン〜ウォー - "(Can You Heal Us) Holy Man?/War" (P. Weller, Brendan Lynch / Barrett Strong, Norman Whitfield) - 4:33
9. フィフス・シーズン - "5th Season" - 4:51
10. イントゥ・トゥモロウ - "Into Tomorrow" - 3:06
11. フット・オブ・ザ・マウンテン - "Foot of the Mountain" - 6:04
  - シングル「Hung Up」収録版と同テイク・別ミックス
12. サンフラワー - "Sunflower" (P. Weller, B. Lynch) - 3:54
13. ハズ・マイ・ファイア・リアリー・ゴーン・アウト? - "Has My Fire Really Gone Out?" - 3:51
下記2曲は、日本盤初回CDのみ収録のボーナス・トラック
14. ハング・アップ - "Hung Up (single version)" - 2:44
  - UKシングル曲
15. コスモス (ボーナス・ビーツ) - "Kosmos (bonus beats)" - 7:04
  - 表記の(bonus beats)ではなく、(Lynch Mob Bonus Beats)を収録。UKシングル「Hung Up」カップリング。

## 参加ミュージシャン
- ポール・ウェラー - ボーカル、ギター、ピアノ
- スティーヴ・クラドック - ギター
- ヘレン・ターナー - キーボード
- ヨランダ・チャールズ - ベース
- スティーヴ・ホワイト - ドラムス
- デヴィッド・リドル - ギター(on 9.)